# Chaetonotus benacensis
Chaetonotus benacensis is een buikharige uit de familie Chaetonotidae. De wetenschappelijke naam van de soort werd in 1995 voor het eerst geldig gepubliceerd door Balsamo & Fregni. De soort wordt in het ondergeslacht Chaetonotus geplaatst.